# La Puente de Don Gonzalo
La Puente de Don Gonzalo, también mencionado como Pontón de Don Gonzalo, fue un municipio español situado en la provincia de Córdoba. Fundado durante la Baja Edad Media, de su fusión con la localidad de Miragenil nacería, en 1834, el actual municipio de Puente Genil.

## Toponimia
El origen del topónimo se ha asociado con Gonzalo Yáñez Dovinal, un acaudalado caballero de origen portugués, al que la tradición ha situado como el fundador de la localidad. En cuanto al topónimo erróneo «Pontón de Don Gonzalo», su origen se encontraría en un mapa de Alonso de Santa Cruz.

## Historia
Tradicionalmente, la historiografía ha situado la fundación de La Puente de Don Gonzalo durante los siglos XIII-XIV por los señores de Aguilar, aunque recientemente se ha puesto en duda su existencia durante esta época debido a la ausencia de documentos que la avalen. Se ha sugerido, en cambio, que la localidad fue fundada probablemente durante el segundo cuarto del siglo XV por Gonzalo de Estúñiga, obispo de Jaén, y emplazada en la margen derecha (o cordobesa) del río Genil. Desde finales del siglo XV la demografía de la villa se expandió: de una población de 420 vecinos en 1495 se pasaría a unos 900 en 1534. Asimismo, la trama urbana fue creciendo y se construyeron varias ermitas.  A partir de 1501, con la creación del marquesado de Priego, La Puente de Don Gonzalo fue una de las diez villas que pasó a formar parte de este estado señorial.
De cara a mejorar la conexión a través del río Genil, el concejo encargaría al arquitecto Hernán Ruiz el Joven la construcción de un puente de piedra, transcurriendo los trabajos entre 1561 y 1583. Por esa misma época en la orilla de enfrente se fue articulando un asentamiento dependiente del municipio de Estepa llamado Miragenil. Con la división territorial acometida en 1833 el municipio pasó a formar parte de la provincia de Córdoba. Tras un intento fallido de unión entre ambas localidades, acaecido unos años antes, la fusión finalmente se materializaría bajo la regencia de María Cristina mediante Real Decreto de 10 de diciembre de 1834. El nuevo municipio adoptó el nombre de «Puente Genil».